# آناماری دیکی
آناماری دیکی (انگلیسی: Annamary Dickey; ۱ ژانویهٔ ۱۹۱۱ – ۱ ژانویهٔ ۱۹۹۹) خواننده اپرا، و بازیگر بود.